# Liber Gomorrhianus
Il Liber Gomorrhianus, in italiano Libro gomorriano o Libro di Gomorra, è uno scritto di san Pier Damiani, pubblicato nel 1051 circa. Si tratta di un trattato di morale sessuale che descrive e condanna i costumi, principalmente del clero, ed è dedicato al papa allora regnante, ovvero Leone IX. 

## Attacco contro alcune pratiche sessuali
Nel Liber Gomorrhianus Pier Damiani denuncia la perversione delle relazioni omosessuali, della masturbazione reciproca e solitaria, del coito interrotto e del rapporto anale, quali attacchi contro la morale naturale e causa di devastazione della società. Il testo assimila la masturbazione solitaria ad un inizio di omosessualità.
Accusa, sdegnato e orripilato, i sacerdoti che si lasciano andare ad amori “efebici” cioè a comportamenti pedofili. A proposito di ciò egli descrive le conseguenze psicomorali nei fanciulli “abusati” e le punizioni da impartire al colpevole.
Rimprovera energicamente soprattutto i sacerdoti che, infrangendo la legge ecclesiastica del celibato, contraggono matrimonio o convivono in concubinato, più o meno segretamente, con donne. Riguardo a queste, egli usa un linguaggio provocante e apparentemente offensivo per scuotere la loro coscienza.. Ancora più aspramente rimprovera quei sacerdoti che, nel sacramento della confessione, si assolvono reciprocamente dal peccato di sodomia, avendo tuttavia premura di dichiarare che anche il sacerdote indegno amministra i sacramenti validamente qualora sia ministro che penitente abbiano le dovute disposizioni e intenzioni.
Chiama in causa, e accusa di complicità, alcuni vescovi per non avere imposto il rispetto della disciplina ecclesiastica e aver tralasciato ogni intervento correttivo in caso di disordini morali notori. In seguito, egli proporrà ai papi che lo avevano in pratica delegato per la riforma della Chiesa la rimozione di tali porporati, indicandoli per nome.

## Malinteso e protesta
La spietata analisi del Liber Gomorrhianus si conclude con la proposta alla Curia romana, in pratica al papa, di allontanare dai servizi sacerdotali, e dal clero stesso, i sacerdoti che si fossero macchiati di peccati come pedofilia e omosessualità e matrimonio pubblico. La sua proposta non ammetteva attenuazioni di sorta. Ma il papa, che in un primo momento aveva approvato e lodato il libro, non fu dello stesso parere riguardo ai provvedimenti disciplinari: la censura, secondo la proposta di Pier Damiani sarà applicata soltanto in caso di recidiva o di permanenza nelle stessa condotta. Pier Damiani non fu dello stesso parere e mostrò il suo dissenso con una argomentata lettera.
Criticò i canoni penitenziali che a suo parere avevano favorito il radicamento del peccato e la recidiva del vizio fra gli ecclesiastici, grazie alla certezza di una pena espiatoria non esemplare e priva di valore deterrente per i singoli e per i confratelli. Introdotti da San Colombano nell'VIII secolo, erano stati rivisti alla luce delle autorità patristiche, dei decreti conciliari e pontifici, ma restavano destituiti di un fondamento dottrinale specifico. San Pier Damiani, presente all'atto di rifondazione dell'Abbazia di Montecassino, si proponeva di importare in questa sede la rigida disciplina ascetica che aveva praticato in prima persona a Fonte Avellana.

## Rilievi circa il contenuto delLiber Gomorrhianus
Questo testo si presenta come un vero trattato di morale circa la sessualità, anzi come il primo di questo genere. È pur vero che esistevano già manuali di questo tipo nell'XI secolo, come quello di Burchardus da Worms (950-1025) e quello di Regino di Prüm (840-915), ma essi non trattano la materia in maniera così ampia.
Prima di Pier Damiani, nessuno scrittore cristiano, infatti, aveva denunciato e condannato così apertamente il dilagare delle più disparate pratiche sessuali fra gli ecclesiastici. 
Riguardo allo stile del latino utilizzato da Pier Damiani, pur essendo raffinato, esso è semplice e di facile comprensione. Del resto egli fu un apprezzato latinista nel suo secolo, fino ad essere chiamato “grammaticus”.

## Edizioni
- Liber Gomorrhianus. Omosessualità ecclesiastica e riforma della chiesa, a cura di Edoardo D'Angelo, Edizioni dell'Orso, Alessandria 2001
- Liber Gomorrhianus, introduzione di Roberto de Mattei, traduzione e note di Gianandrea de Antonellis, Edizioni Fiducia, Roma 2015